# Liste der Bürgermeister von Düsseldorf 1303–1806
Diese Liste führt die Bürgermeister von Düsseldorf für die Jahre 1303–1806.
Düsseldorf war bis 1806 neben Lennep, Ratingen und Wipperfürth eine der sogenannten „Hauptstädte“ im ehemaligen Herzogtum Berg. Diese vier Städte waren berechtigt, je zwei Abgeordnete in den bergischen Landtag zu Düsseldorf zu entsenden. Diese acht Personen bildeten die Städtekurie (neben der Kurie der Ritterschaft) des bergischen Landtags, der bis zum Ende des Ancien Régime wichtige Rechte, z. B. das der Steuerbewilligung, behaupten konnte. Ein Veto der Städtekurie konnte jeden Landtagsbeschluss blockieren. Fast immer war der jeweilige Bürgermeister einer der beiden städtischen Deputierten. Er stammte durchweg aus einer der wenigen, über Generationen hinweg führenden Ratsherrenfamilien der vier bergischen Hauptstädte, die im 15. und 16. Jahrhundert die wirtschaftliche und – neben dem Adel – die politisch führende Schicht im Herzogtum Berg bildeten.
1288 erhielt Düsseldorf das Recht, aus den Reihen der Bürger ein Schöffengericht zu wählen. Es bestand aus dem Richter (Schultheiß), 8 Schöffen, dem Gerichtsschreiber (zugleich Stadtschreiber) und 2 Gerichtsboten. Im Rahmen des Gerichtszuges im Herzogtum Berg nahm das Düsseldorfer Stadtgericht nur eine niedrige Stellung ein. Bei Rechtsunklarheiten hatte es sich (wie auch die „Freiheiten“ Gerresheim und Mettmann) an das Stadtgericht in Ratingen zu wenden, dieses wiederum an das Stadtgericht in Lennep.
Über die Entstehung des Stadtrates in Düsseldorf ist wenig bekannt. Noch um 1540 bestand er aus höchstens vier Personen, und er blieb gegenüber dem Schöffenkollegium immer unbedeutend. Später setzte sich der Rat aus dem Bürgermeister, 8 Alträten und 8 Jungräten zusammen. Der Bürgermeister wurde – wahrscheinlich seit dem 15. Jahrhundert – für ein Jahr von einem Gremium von Bürgern („Kollegium der Zwölf“), Schöffen und Stadträten abwechselnd aus dem Rats- bzw. Schöffenkollegium gewählt. Der Richter wurde ursprünglich durch den Herzog von Berg eingesetzt, später war es der Bürgermeister des Vorjahres.
Die nachfolgende Liste folgt den Angaben bei Friedrich Lau, Geschichte der Stadt Düsseldorf, Von den Anfängen bis 1815, Zweite Abt.: Urkunden und Akten, Düsseldorf 1921, S. 288–290. Wegen der schlechten Quellenlage ist die Liste für das 14. und frühe 15. Jahrhundert noch sehr lückenhaft.

## Liste

### 1303–1429
- 1303 Heinrich Rumpolt
- 1316 Gerlach Mey
- 1350 Ludwig v. d. Weiden
- 1387 Heinrich v. d. Putze
- 1396 Heinrich vom Zweiffel
- 1400 Heinrich vom Zweiffel
- 1410 Heinrich von Pempelfort
- 1411 Heinrich vom Zweiffel
- 1413 Heinrich vom Zweiffel
- 1420 Albrecht vom Zweiffel

Siegel des Heinrich Rumpold, 1303 Bürgermeister zu Düsseldorf

Siegel des Ludwig von der Weiden (de Salici), 1350 Bürgermeister zu Düsseldorf

Siegel des Heinrich von dem Putte, 1365 Schöffe zu Düsseldorf

- 1421 Johann Alf Hennen Sohn (v. Boichem?)
- 1426 Albert (wohl: vom Zweiffel)
- 1427–1428 Heinrich vom Zweiffel
- 1429 Alf Groenwalt

### 1434–1806
- 1434 Johann Groenwalt
- 1435 Christian Kammerknecht
- 1436 Johann Groenwalt
- 1437 Eberhard (v. Boichem), Alfs Sohn
- 1438 Johann Groenwalt
- 1439 Johann Smyt
- 1440 Albrecht vom Zweiffel
- 1442–1443 Eberhard von Boichem
- 1444 Johann Smyt
- 1445–1447 Gobel Neyßbier
- 1448–1451 Eberhard von Boichem
- 1452–1454 Dietrich Hamer
- 1455–1457 Eberhard von Boichem
- 1458–1459 Hermann von Hundsdorf
- 1460 Johann von Monheim
- 1461 Dietrich Groenwalt
- 1462–1464 Heinrich Weyerstraß
- 1465–1466 Johann Wye
- 1456–1468 Johann Wyerman
- 1469 Heinrich Smyedtz
- 1470 Herman von Hundsdorf
- 1471 Dietrich Groenwalt
- 1472–1473 Nikolaus von Ossenberg
- 1474 Herman Wechter
- 1475–1476 Reinhard von Hammerstein
- 1478 Reinhard von Hammerstein
- 1479 Herman Wechter
- 1480–1482 Reinhard von Hammerstein
- 1483–1484 Wilhelm Boecker
- 1485 Reinhard von Hammerstein
- 1486 Heinrich Offencamp
- 1487 Wilhelm Clunsch
- 1488–1489 Alf von Pempelfort
- 1490 Heinrich Smytz
- 1491 Heinrich Grote
- 1492–1494 Wilhelm Rombeck
- 1495 Johann Hamer
- 1496 Heinich von Goch
- 1497–1498 Alf von Pempelfort
- 1499 Johann von Kranenberg
- 1500–1501 Heinrich von Goch
- 1502 Johann von Kranenberg
- 1503 Gerhard Kremer
- 1504 Heinich von Goch
- 1505–1506 Arnd von Winkelhausen
- 1507 Johann Groenwalt
- 1508 Wilhelm Rombeck
- 1509–1510 Heinrich von Goch
- 1511 Johann zum Stadt
- 1512–1513 Wilhelm Clunsch
- 1514–1515 Heinrich von Goch
- 1516 Martin Monheim
- 1517–1518 Konrad Storm
- 1519–1520 Alf Martman
- 1521–1522 Johann Groenwalt
- 1523–1524 Johann Bouman
- 1525 Reinhard Bachman
- 1526–1527 Tilman Wülfrath
- 1528–1529 Heinrich von Goch
- 1530–1531 Johann Neuenhaus
- 1532 Reinhard Rambach
- 1533 Wilhelm Kylman
- 1534–1535 Wilhelm Weyerstraß
- 1536 Heinrich Grevenbeuer
- 1537 Reinhard Rombach
- 1538 Heinrich von Goch
- 1539 Alf Groenewalt
- 1540 Dietrich Wolters
- 1541 Heinrich Rompel
- 1542 Reinhard Rombach
- 1543 Peter Saß
- 1544–1545 Heinrich von Pempelfort
- 1546 Heinrich Pottgießer von Essen
- 1547 Peter Weyerstraß
- 1548 Adolf Loefen oder Alf Offencamp
- 1549 Alf Storm
- 1550 Godart v. d. Ruhr
- 1551 Arnold Bouman
- 1552 Christoph von Landsberg
- 1553 Herman Rompel
- 1554 Adolf Steingen
- 1555 Arnold Bouman
- 1556 Wilhelm Mutzhagen
- 1557 Herman Rompel
- 1558 Adolf Steingen
- 1559 Christoph von Landsberg
- 1560–1561 Johann von Goch
- 1562 Ewald Bachman
- 1563 Wilhelm Clunsch
- 1564 Dietrich Hamer
- 1565 Andreas von Vredenaldenhoven
- 1566–1567 Peter Saß
- 1568–1569 Johann Neuenhaus
- 1570 Peter Weyerstraß oder Johann von Berck
- 1571 Wolter Schmitz
- 1572 Bernhard Kylman
- 1573 Karl Frankott
- 1574 Adolf Storm
- 1575 Johann von Goch
- 1576 Christoph von Landsberg
- 1577–1578 Johann von Berck gen. Schwarzhorn
- 1579 Bernhard Kylman
- 1580 Johann Steingen
- 1581 Heinich Wendelen
- 1582 Johann Boecker
- 1583 Ewald Bachman
- 1584–1585 Johann von Goch
- 1586–1587 Bernhard Kylman
- 1588 Leonhard Buechner
- 1589 Dietrich von der Brüggen
- 1590 Johann v. Berck
- 1591 Johann Rompel
- 1592 Seger Loesen [Lohausen]
- 1593 Ewald Bachman
- 1594 Winand von Polhelm [wohl: Polheim]
- 1595 Dietrich von der Brüggen
- 1596 Dietrich Rompel oder Tilman Steingen
- 1597 Johann Rompel
- 1598 Seger Loesen [Lohausen]
- 1599 Ewald Bachman
- 1600 Sebastian Deusberg
- 1601 Wilhelm Bachman
- 1602 Tilman Steingen
- 1603 Jost von Renthlin, Lic. jur.
- 1604 Peter Alsfeldt
- 1605 Ewald Bachman
- 1606–1607 Sebastian Deusberg
- 1608 Peter Alsfeldt
- 1609–1610 Adolf Steinhausen
- 1611 Tilman Steingen
- 1612 Peter von Berck
- 1613 Wilhelm Lauffs
- 1614 Franz Heimbach [oder Johann Polheim]
- 1615–1616 Nikolaus Voß
- 1617 Reinhard von Renthlin
- 1618–1620 Dietrich Jansen
- 1621 Wilhelm Lauffs
- 1622–1623 Cornelius von Rentlin
- 1624–1625 Dietrich Pfeilsticker
- 1626 Wilhelm Offenhaus
- 1627 Anton Zander
- 1628 Wilhelm Steprath
- 1629 Nikolaus Voß
- 1630 Anton Nettesheim
- 1631 Heinrich Brender
- 1632 Christian Reimerstorf
- 1633 Dietrich Pfeilsticker
- 1634 Wilhelm Pipers
- 1635 Heinrich Brender
- 1636 Ewald Kumpsthoff
- 1637 Heinrich Herding
- 1638 Johann von Megen
- 1639 Anton Zander
- 1640 Gerhard von Pempelfort
- 1641 Wilhelm Pipers
- 1642 Peter de la Fontaine
- 1643 Heinrich Brender
- 1644 Wilhelm Follingh
- 1645 Anton Dript
- 1646 Peter de la Fontaine
- 1647 Wilhelm Pipers
- 1648 Peter Wecus
- 1649 Johann Schepperus
- 1650 Peter de la Fontaine
- 1651 Wilhelm Follingh
- 1652 Rutger Nettesheim
- 1653 Peter de la Fontaine
- 1654 Wilhelm Follingh
- 1655 Tilman Ehrmans
- 1656 Kaspar Daniels
- 1657 Peter de las Fontaine
- 1658 Bernhard Holthausen
- 1659–1660 Peter Wecus
- 1661 Peter de la Fontaine
- 1662 Johann Schepperus
- 1663 Peter Wecus
- 1664 Wilhelm Bürgers
- 1665 Herman Friedrich Rhoden
- 1666 Johann Bernhard Daniels
- 1667 Konrad Esch
- 1668 Johann Peter Jansen
- 1669 Joachim Mattencloet
- 1670 ?
- 1671 Konrad Esch
- 1672 Anton Robertz, Lic. jur.
- 1673 Anton Robertz, Lic. jur. oder Wilhelm Sommers
- 1674 Wilhelm Sommers
- 1675 Friedrich Herman Rhoden
- 1676 Anton Robertz, Lic. jur.
- 1677 Johann Reinhard Kylman
- 1678 Bernhard von Gysen [Giesen]
- 1679 Matthias Notghberg
- 1680 ?
- 1681 Doetrich Quiex
- 1682 Gerhard Heiden
- 1683 Bernhard Kroppenberg
- 1684 Friedrich Gesser
- 1685 Konrad Esch
- 1686 Matthias Engelbertz
- 1687 Bernhard Kroppenberg
- 1688 Johann Gottfried (von) Heck
- 1689 Christian Rutger Nettesheim
- 1690 Wilhelm Sommers
- 1691 Konrad Esch
- 1692 Konrad von Megen
- 1693 Matthias Engelbertz
- 1694 Johann minten, Lic. jur.
- 1695 N. von Hagens
- 1696–1697 Peter Eylertz
- 1698 Gerhard Robetz
- 1699 Peter Eylertz
- 1700 Kaspar Hasenclever, Lic. jur.
- 1701 Peter Eylertz
- 1702 Kaspar von Megen
- 1703 ?
- 1704 Peter Paul Eckartz
- 1705 Peter Eylertz
- 1706 ?
- 1707 Kaspar von Megen
- 1708 Daniel Lebally
- 1709 Matthias Engelbertz
- 1710–1711 ?
- 1712 Johann Wilhelm Gesser
- 1713 Mathhias Engelbertz
- 1714 Herman Vogels
- 1715 Johann Wilhelm Gesser
- 1716 Johann Tilman Rhoden(?)
- 1717 Johann Matthias Engelbertz
- 1718 Johann Dumhoff
- 1719 Johann Wilhelm Gesser
- 1720 Rutger Francken, Lic. jur.
- 1721 Johann Mathhias Engelbertz
- 1722 Rutger Francken, Lic. jur.
- 1723 Johann Tilman Rhoden
- 1724 Johann Wilhelm Sommers
- 1725 Johann Wilhelm Gesser
- 1726 Christian Philipp Lauffs
- 1727 Wilhelm David Heyman
- 1728 Johann Raban Mülheim
- 1729 Johann Wilhelm Gesser
- 1730 Johann Reiner Pool
- 1731 Wilhelm David Heyman
- 1732 Johann Stephan Schroth
- 1733 Herman Theobald von Megen
- 1734 Friedrich Rhoden jun.
- 1735 Johann Tilman Rhoden sen.
- 1736 Johann Martin Heuser
- 1737 Wilhelm David Heyman
- 1738 Heinrich Leuchterforth
- 1739 Johann Wilhelm Sommers
- 1740 Johann Reiner Pool
- 1741 Johann Adam Kochs
- 1742 Elias Monarque
- 1743 Wilhelm David Heyman
- 1744 Gerhard Hubert Francken
- 1745 Johann Raban Mülheim
- 1746 Johann Reiner Pool
- 1747 Herman Theobald von Megen
- 1748 Martin Heuser
- 1749 Johann Anton Deycks
- 1750 Wilhelm Heinrich Enck
- 1751 Wilhelm David Heyman
- 1752 Johann Adolph Beuth
- 1753 Herman Theobald von Megen
- 1754 Johann Wilhelm Kylman
- 1755 Johann Adam Kochs
- 1756 Johann Adolf Beuth
- 1757 Johann Anton Gesser
- 1758 Arnold Heinrich Sommers
- 1759 Herman Theobald von Megen
- 1760 Johann Christoph Herfeldt
- 1761 Johann Adam Kochs
- 1762 Johann Adolf Beuth
- 1763 Johann Anton Deycks
- 1764 Johann Wilhelm von Kylman
- 1765 Anton Peter Berghausen
- 1766 Laurenz Rappolt
- 1767 Johann Anton Gesser
- 1768 Joseph Balthasar Pool
- 1769 Anton Peter Berghausen
- 1770 Johann Wilhelm von Kylman
- 1771 Herman Joseph Stercken
- 1772 Joseph Balthasar Pool
- 1773 Johann Anton Gesser
- 1774 Johann Wilhelm von Kylman
- 1775 Anton Peter Berghausen
- 1776 Joseph Balthasar Pool
- 1777 Johann Wilhelm Hausen
- 1778 Heinrich Joseph Wiertz
- 1779 Jakob Fridrichs
- 1780 Jakob Beuth
- 1781 Herman Joseph Stercken
- 1782 Joseph Balthasar Pool
- 1783 Johann Wilhelm Hausen
- 1784 Johann Christoph Herfeldt
- 1785 Joseph Nikolaus Schamberg
- 1786 Jakob Beuth
- 1787 Herman Joseph Stercken
- 1788 Johann Karl Eylertz
- 1789 Jakob Friderichs
- 1790 Jakob Beuth
- 1791 Joseph Nikolaus Schamberg
- 1792 Lorenz Cantador
- 1793 Andreas Theodor Wüllenweber
- 1794 Leonhard Hagdorn (Hagedorn)
- 1795 Johann Wilhelm Hausen
- 1796 Ägidius Odendahl
- 1797 Andreas Theodor Wüllenweber
- 1798 Lorenz Contador
- 1799 Johann Jakob Dewies
- 1800 Franz Rettig († 23. Juni 1800), dann: [Jakob] Dewies
- 1801 Johann Wilhelm Hausen
- 1802 Ägodius Odendahl
- 1803 Jakob Friderichs
- 1804 Johann Adolf Frincken
- 1805 Johann Karl Eylertz
- 1806 Lorenz Cantador